# Gila atraria
Espèce
Statut de conservation UICN

 LC  : Préoccupation mineure
Le Méné de l'Utah (Gila atraria) est un poisson de la famille des Cyprinidae présent dans l'ouest de l'Amérique du Nord.

## Habitat
Le Méné de l'Utah est abondant dans la partie haute de la rivière Snake ainsi que dans la région du lac Utah (zone du lac Bonneville au Pléistocène). Il apprécie les zones aquatiques proches de végétation que ce soit en rivière ou en lac. On le trouve également près de sources d'eau salée dans les zones désertiques.

## Description
Sa taille est en général comprise entre 15 et 20 cm, bien que dans certaines régions il puisse atteindre 40 cm. Un poisson de 56 cm a même été relevé dans le lac Bear, à la frontière entre l'Utah et l'Idaho.
Sa nageoire dorsale dispose de neuf rayons. Son dos est de couleur métallique ou vert olive à noir. Les flancs sont argentés ou dorés. La coloration dorée apparaît d'autant plus chez les mâles durant la période de reproduction.
Le Méné est omnivore. Il se nourrit aussi bien de plantes que d'insectes, de crustacés ou d'autres petits poissons. La fraie a lieu à la fin du printemps et au début de l'été dans des eaux peu profondes. Deux à six mâles entourent une femelle pour fertiliser les œufs. La température de l'eau a une influence sur l'éclosion des œufs.
Ce poisson n'est pas très recherché par les pêcheurs, qui lui préfèrent les poissons du même style que la truite. Certaines agences environnementales ont essayé de réduire sa population, mais sans succès car elle réaugmente assez vite.